# Brokklerodendrum
Brokklerodendrum (Clerodendrum thomsoniae) är en växt inom släktet Clerodendrum och familjen kransblommiga växter.

## Beskrivning
Brokklerodendrum är en klängväxt som till en början är ganska stadig i sitt växtsätt och klarar sig då redan från början utan stöd. Efter en tid så får den långa rankor som kan bli upp till fyra meter långa. Den blommar från vår till sommar och själva blomman är intensivt röd, men kommer fram ur ett rent vitt klockformat foder. Blommorna sitter samlade i flockar i grentopparna, men den röda blomman är inte särskilt hållbar, medan fodret sitter kvar i månader och ändrar så småningom färg från vitt till rosa. Bladen är stora, ovala och mörkgröna med något nedsänkta nerver. Det är en växt man länge använt som krukväxt. Brokklerodendrum kallas även ödesträd.
Det vetenskapliga namnet Clerodendrum kommer från grekiskans kleros och betyder lott (i livet) eller öde. Dendron betyder träd. Thomsoniae är taget efter en skotsk botaniker vid namn Thomas Thomson som levde mellan 1817 och 1878.

## Förekomst
Brokklerodendrum kommer ursprungligen från Västafrika.

## Hybrider
Se praktklerodendrum.

## Odling
Brokklerodendrum är en växt som vill ha ljusast möjliga placering, men bör inte placeras i direkt sol under vår och sommar. Den bleka vintersolen är däremot något som passar bra. Denna växt trivs inte med torka, så jorden bör inte få torka ut utan snarare hållas jämnt fuktig. Den bör duschas ofta och gärna med ljumt vatten. Vintertid bör man vara mer försiktig med vattningen annars är risken att jorden är blöt jämt, och det tål inte denna växt. Växtnäring kan ges en gång i veckan under sommarhalvåret, men under vintern ges ingen näring alls. Under större delen av året är normal rumstemperatur bra, men vintertid är en temperatur mellan 10 och 15 °C lagom. Ofta förlorar den också en hel del av bladen under vinterhalvåret, men det är helt i sin ordning. På våren beskärs plantan hårt. Den växer ganska snabbt och nya skott kan kortas in på sommaren för att främja blomningen. Våren är också rätt tid för omplantering. Angrepp av spinnkvalster är vanligt.
Brokklerodendrum förökas enklast med stamsticklingar på våren. Varje stickling bör ha fyra till sex blad och sättes fler i samma kruka fås snabbare en tät krukväxt.